# أليس ليفين
أليس ليفين (بالإنجليزية: Alice Levine)‏ هي كاتبة كوميدية ‏ ومذيعة ومقدمة تلفزيونية وممثلة بريطانية، ولدت في 8 يوليو 1986 في نوتنغهام في المملكة المتحدة.

## وصلات خارجية
- أليس ليفين على موقع IMDb (الإنجليزية)
- أليس ليفين على موقع قاعدة بيانات الفيلم (الإنجليزية)